# Scrapie
Scrapie eller skrapsjuka är en sjukdom orsakad av prioner som drabbar får.
Sjukdomen är i princip densamma som BSE (galna kosjukan) hos kor och Creutzfeldt-Jakobs sjukdom hos människor. Infektionsförloppet är långdraget och sträcker sig över flera år. Symptomen på sjukdomen kan vara skiftande och beror på de hjärnförändringar som prionerna orsakar. Ofta förekommer klåda som gör att djuret skrapar sig mot stängsel, därav namnet.
För att diagnosticera sjukdomen behöver man göra en undersökning av hjärnvävnad i mikroskop. TSE-snabbtester kan också användas som påvisar prioner i hjärnvävnaden. Det finns idag inga tester som kan utföras på levande djur där man misstänker smitta.
Sjukdomen har varit känd sedan 1700-talet.